# إيميت هاردي
إيميت هاردي (بالإنجليزية: Emmett Hardy)‏ هو عازف جاز أمريكي، ولد في 12 يونيو 1903 في غريتنا في الولايات المتحدة، وتوفي في 16 يونيو 1925 في نيو أورلينز في الولايات المتحدة بسبب سل.

## وصلات خارجية
- إيميت هاردي على موقع ميوزك برينز (الإنجليزية)
- إيميت هاردي على موقع أول ميوزيك (الإنجليزية)